# Semaeopus rubella
Semaeopus rubella är en fjärilsart som beskrevs av W. Warren 1895. Semaeopus rubella ingår i släktet Semaeopus och familjen mätare. Inga underarter finns listade i Catalogue of Life.